# Jakow Grigorjewitsch Taubin
Jakow Grigorjewitsch Taubin (russisch Яков Григорьевич Таубин, wiss. Transliteration: Jakov Grigor'evič Taubin; * 1900 in Pinsk, Gouvernement Minsk, Russisches Kaiserreich, heute Belarus; † 28. Oktober 1941 in Kuibyschew) war ein sowjetischer Waffenkonstrukteur. Taubin beschäftigte sich vorrangig mit der Entwicklung automatischer Waffen. Unter seiner Leitung entstand der erste automatische Granatwerfer.

## Leben
Tag und Monat der Geburt Taubins sind unbekannt. Er wurde in einer armen Familie geboren, sein Vater war als Buchhalter in einer Spedition tätig. Nach dem Tod des Vaters 1915 brach Taubin seine schulische Ausbildung ab. Im Jahr 1929 begann er am Odessaer Technologischen Institut für Getreide und Mehl (russisch Одесский институт технологии зерна и муки) eine Ausbildung an der Fakultät für Konstrukteure, die er jedoch nicht abschloss. Anfang der 1930er-Jahre entwickelte Taubin erste Vorstellungen zur Entwicklung eines automatischen Granatwerfers. Zur Verwirklichung seiner Ideen wurde er 1933 von der Hauptverwaltung Mobilmachung (russisch Главное военно-мобилизационное управление) in das Werk für Werkzeugbau Nr. 2 in Kowrow versetzt. Die Gruppe unter Leitung von Taubin setzte ihre Arbeiten später in Moskau fort. Dort wurde 1934 das Versuchskonstruktionsbüro 16 (russisch опытно-конструкторское бюро 16 (ОКБ-16)) des Volkskommissariat für Bewaffnung (russisch Народный комиссариат вооружения СССР) geschaffen, dessen erster Leiter Taubin wurde. Dort wurde der weltweit erste automatische Granatwerfer entwickelt.
Die Waffe hatte ein Kaliber von 40,6 mm und nutzte die von M. G. Djakonow entwickelten Gewehrgranaten. Die Waffe besaß ein Magazin. Mit ihr konnte Einzel- und Dauerfeuer im direkten und indirekten Richten geschossen werden. Zuerst wurde die Waffe auf eine Dreibeinlafette gesetzt, später kam eine Radlafette ähnlich der des Maschinengewehrs Maxim hinzu. Die sowjetische Militärführung, insbesondere Marschall Grigori Iwanowitsch Kulik, Chef der Hauptverwaltung Artillerie, stand der Entwicklung Taubins jedoch ablehnend gegenüber. Im Ergebnis der Erprobungen 1937/38 wurde der von Boris Iwanowitsch Schawyrin (russisch Борис Иванович Шавырин) entwickelte 50-mm-Granatwerfer in die Bewaffnung der Sowjetarmee aufgenommen. Im November 1938 wurde die Waffe auf einem Flusskanonenboot des Typs „D“ der Dnjepr-Flottille erprobt. Im Ergebnis bestellte die Führung der sowjetischen Seekriegsflotte im Januar 1939 eine kleine Serie, trat aber bald von der Bestellung zurück. Die wenigen hergestellten Granatwerfer wurden durchaus erfolgreich während des Winterkrieges eingesetzt. Dennoch wurde die Weiterentwicklung der Waffe eingestellt.
Unter der Leitung Taubins entwickelte das OKB-16 die 23-mm-Bordkanone MP-6 (russisch МП-6). Aus dieser Waffe wurde die Panzerkanone PT-23TB (russisch ПТ-23ТБ) und eine 23-mm-Flak entwickelt. Das OKB-16 war auch für die Entwicklung des 12,7-mm-Bordmaschinengewehrs AN-12,7 (russisch АН-12,7) verantwortlich. Die Entwicklung der genannten Waffen konnte jedoch nicht in den vorgegebenen Fristen abgeschlossen werden.
Am 20. Mai 1940 erhielt Taubin den Leninorden für seine Verdienste bei der Entwicklung neuer Waffensysteme. Ein Jahr später, am 16. Mai 1941 wurde er unter dem Vorwurf der Mitgliedschaft einer antisowjetischen Verschwörung und der Entwicklung unvollkommener Waffen verhaftet. Auf Beschluss der Staatsanwaltschaft der UdSSR und des NKWD vom 17. Oktober 1941 wurde Jakow Grigorjewitsch Taubin am 28. Oktober 1941 in der Siedlung Barbysch (russisch Барбыш) in der Oblast Kuibyschew erschossen. Er hinterließ zwei Töchter und einen Sohn. Am 20. Dezember 1955 wurde Taubin rehabilitiert.